# Storopack
Die Storopack Deutschland GmbH & Co. KG ist ein Hersteller von Transport- und Schutzverpackungen. Sitz der Unternehmensgruppe ist Metzingen.

## Geschichte
1874 gründete Johannes Reichenecker in Backnang eine Gerberei. Hans Reichenecker (1934–2024) übernahm 1956 die Lederfabrik von seinem Vater. Drei Jahre später erfolgte die Gründung der Storopack Hans Reichenecker GmbH & Co in Affaltrach bei Heilbronn. Zunächst wurden Verpackungsformteile aus expandiertem Polystyrol (EPS) hergestellt. Seit 1978 ist Storopack als Unternehmensgruppe auch in den USA tätig. Die Lederaktivitäten wurden 1980 eingestellt. 2002 übergab Hans Reichenecker die operative Führung an seinen Sohn Hermann Reichenecker und wurde Aufsichtsratsvorsitzender.

## Geschäftstätigkeit
Storopack ist ein Hersteller von Schutzverpackungen. Das Produktangebot umfasst Schutzverpackungen sowie deren Integration in die Verpackungsprozesse der Kunden. Die Leistung der weltweit tätigen Unternehmensgruppe mit Sitz in Metzingen (Deutschland) wird von den zwei Geschäftsbereichen Molding und Packaging erbracht. Im Geschäftsbereich Molding werden Schutzverpackungen und technische Formteile aus expandierten Schäumen (EPS, EPP und Neopor) an 11 Produktionsstandorten in Europa und Asien hergestellt. Der Geschäftsbereich Packaging mit Standorten in Europa, Amerika und Asien bietet Schutzverpackungen zum Auspolstern von Kartons, etwa Papierpolster, Luftpolster, Schaumkissen und Verpackungschips.